# Liézey
Liézey est une commune française de moyenne montagne située dans le département des Vosges, en région Grand Est. Elle fait partie du terroir et de la Communauté de communes des Hautes Vosges.
Ses habitants sont appelés les Pouhas.

## Géographie

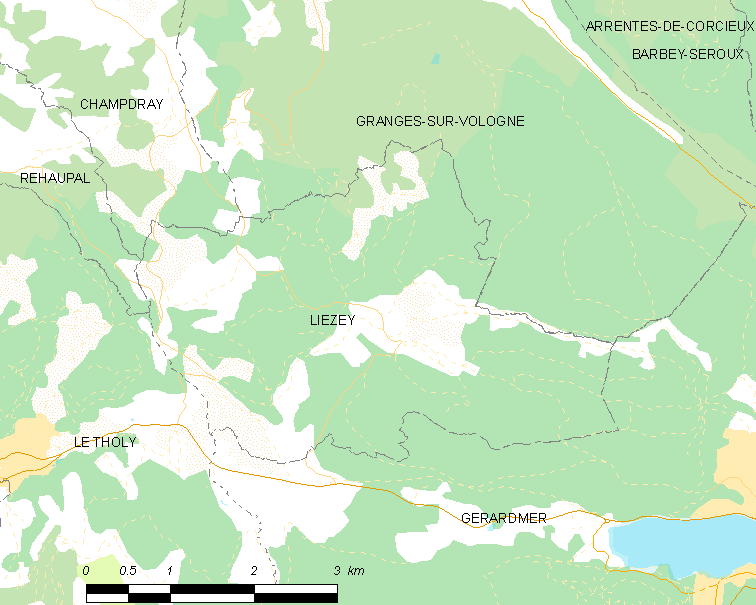
Carte de Liézey.

Liézey est une commune située dans la petite mais haute vallée de Liézey (Cleuriette). 
Elle est dispersée sur un haut plateau du massif des Vosges au nord de Gérardmer, entourée de forêts de résineux. L'habitat s'y est réparti au gré des défrichements et des sources. 
C'est une des 201 communes réparties sur quatre départements : les Vosges, le Haut-Rhin, le Territoire de Belfort et la Haute-Saône du parc naturel régional des Ballons des Vosges.

### Géologie et relief
Le village centre est situé à 755 m d'altitude et est entouré de sommets comme La Moulure (896 m) qui dépassent tous aisément les 800 m. Le point le plus haut de la commune se trouve à l'Est, à l'altitude de 923 m à proximité du Haut des Chevrottes
Hydrogéologie et climatologie : Système d’information pour la gestion des eaux souterraines du bassin Rhin-Meuse :
Territoire communal : Occupation du sol (Corinne Land Cover); Cours d'eau (BD Carthage),
Géologie : Carte géologique; Coupes géologiques et techniques,
 Hydrogéologie : Masses d'eau souterraine; BD Lisa; Cartes piézométriques.

### Sismicité
Commune située dans une zone 3 de sismicité modérée.

### Hydrographie et les eaux souterraines
La commune est située dans le bassin versant du Rhin au sein du bassin Rhin-Meuse. Elle est drainée par le ruisseau de la Cleurie, le ruisseau Le barba et le ruisseau de Liezey,.
Le Cleurie, d'une longueur totale de 18,9 km, prend sa source dans la commune de Gérardmer et se jette dans la Moselotte au Syndicat, après avoir traversé sept communes.
Le Barba, d'une longueur totale de 15,7 km, prend sa source dans la commune  et se jette dans la Vologne à Docelles, après avoir traversé huit communes.
La qualité des eaux de baignade et des cours d’eau peut être consultée sur un site dédié géré par les agences de l’eau et l’Agence française pour la biodiversité.

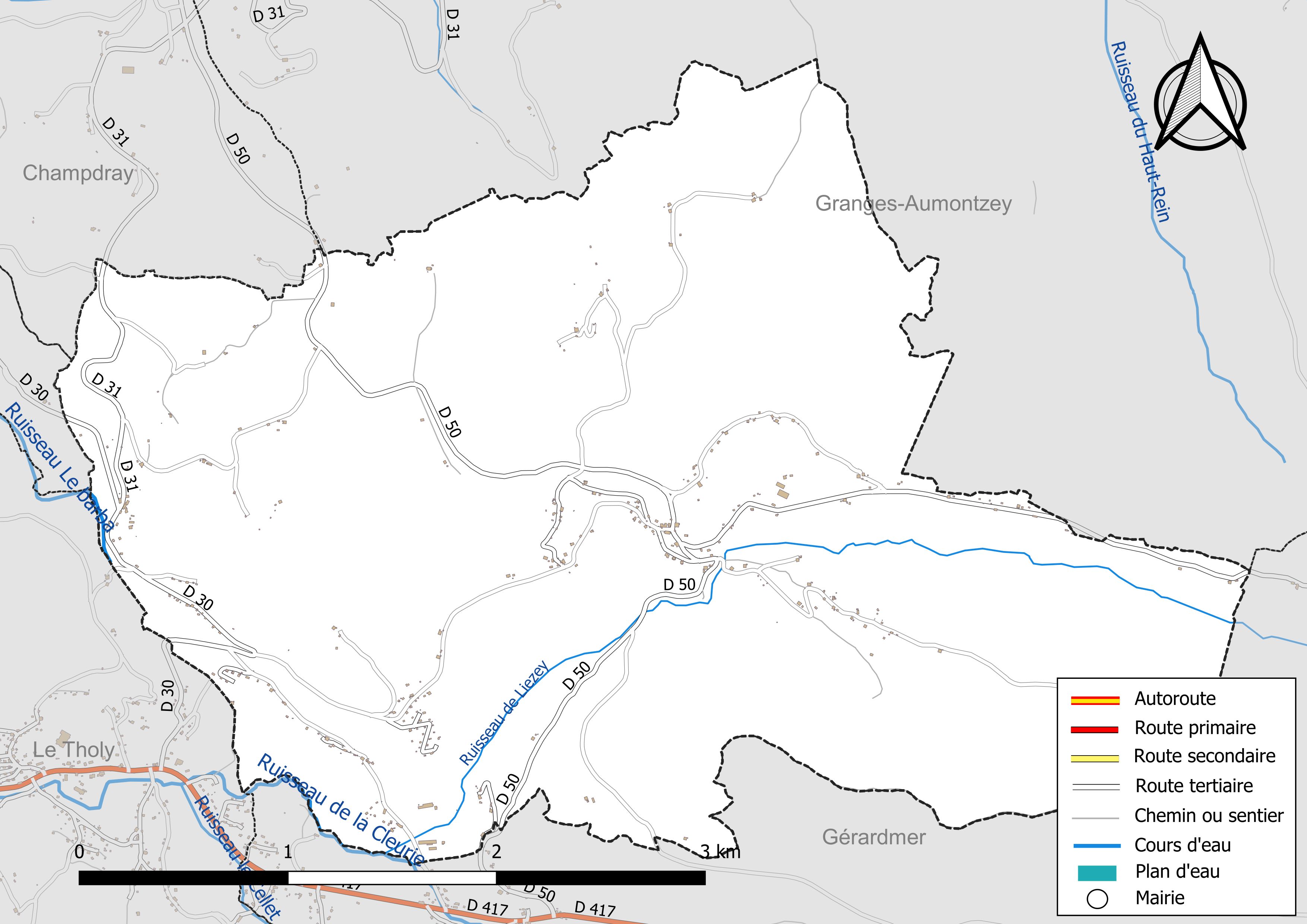
Réseaux hydrographique et routier de Liézey.

### Climat
Pour des articles plus généraux, voir Climat du Grand Est et Climat des Vosges.
En 2010, le climat de la commune est de type climat de montagne, selon une étude du Centre national de la recherche scientifique s'appuyant sur une série de données couvrant la période 1971-2000. En 2020, Météo-France publie une typologie des climats de la France métropolitaine dans laquelle la commune est exposée à un climat semi-continental et est dans la région climatique  Vosges, caractérisée par une pluviométrie très élevée (1 500 à 2 000 mm/an) en toutes saisons et un hiver rude (moins de 1 °C). 
Pour la période 1971-2000, la température annuelle moyenne est de 7,6 °C, avec une amplitude thermique annuelle de 16,2 °C. Le cumul annuel moyen de précipitations est de 1 489 mm, avec 14,2 jours de précipitations en janvier et 11,6 jours en juillet. Pour la période 1991-2020, la température moyenne annuelle observée sur la station météorologique de Météo-France la plus proche, « Gérardmer », sur la commune de Gérardmer à 6 km à vol d'oiseau, est de 9,1 °C et le cumul annuel moyen de précipitations est de 1 797,3 mm. 
La température maximale relevée sur cette station est de 37 °C, atteinte le 7 août 2015 ; la température minimale est de −20,5 °C, atteinte le 20 décembre 2009,,. 
Les paramètres climatiques de la commune ont été estimés pour le milieu du siècle (2041-2070) selon différents scénarios d'émission de gaz à effet de serre à partir des nouvelles projections climatiques de référence DRIAS-2020. Ils sont consultables sur un site dédié publié par Météo-France en novembre 2022.

#### Transports en commun
- Fluo Grand Est.

#### Lignes SNCF
- Gare de Remiremont

## Urbanisme

### Typologie
Au 1er janvier 2024, Liézey est catégorisée commune rurale à habitat très dispersé, selon la nouvelle grille communale de densité à sept niveaux définie par l'Insee en 2022.
Elle est située hors unité urbaine. Par ailleurs la commune fait partie de l'aire d'attraction de Gérardmer, dont elle est une commune de la couronne,. Cette aire, qui regroupe 13 communes, est catégorisée dans les aires de moins de 50 000 habitants,.

### Occupation des sols
L'occupation des sols de la commune, telle qu'elle ressort de la base de données européenne d’occupation biophysique des sols Corine Land Cover (CLC), est marquée par l'importance des forêts et milieux semi-naturels (67 % en 2018), en diminution par rapport à 1990 (68,6 %). La répartition détaillée en 2018 est la suivante : 
forêts (67 %), prairies (20,6 %), zones agricoles hétérogènes (12,4 %). L'évolution de l’occupation des sols de la commune et de ses infrastructures peut être observée sur les différentes représentations cartographiques du territoire : la carte de Cassini (XVIIIe siècle), la carte d'état-major (1820-1866) et les cartes ou photos aériennes de l'IGN pour la période actuelle (1950 à aujourd'hui).

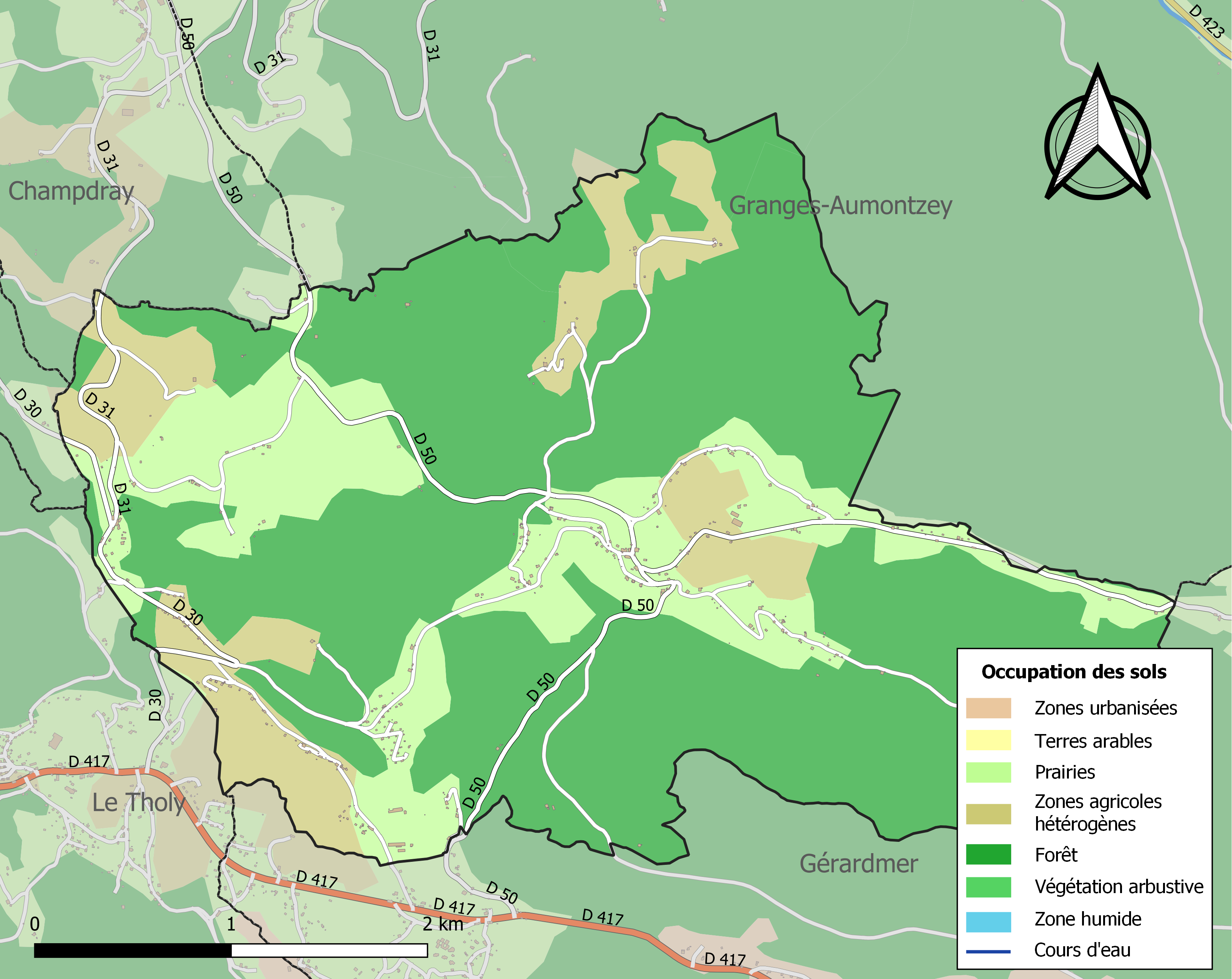
Carte des infrastructures et de l'occupation des sols de la commune en 2018 (CLC).

## Toponymie
Le nom de la localité est attesté sous les formes ? « De potestate qui dicitur Lietzeis » (vers 976) ; Liezey, finage de Granges (1619) ; Liezé (1711) ; Liésel (1768) ; Liésey (1771) ; G. de Liésee (XVIIIe siècle) ; Liégé, cense dépendant de Granges (1845).

## Histoire
Avant la Révolution, un groupe d'habitants portant le nom de Liézey dépendait de la mairie de Granges.
L'histoire de la commune est étroitement liée à celle de la paroisse. À la Révolution, l'abbé Jacques Georgel, curé de Deycimont, se réfugie chez son père au moulin de Liézey, rassemblant autour de lui des fidèles qui, dès octobre 1790, demandent aux administrateurs du district de Bruyères l'autorisation de construire une église paroissiale à Liézey, invoquant les rigueurs de l'hiver et l'éloignement de leurs paroisses respectives.
La construction de l'église, du presbytère et de la maison d'école est ainsi achevée fin 1795, avec la participation des habitants.
Les démarches pour l'érection de la paroisse en commune aboutissent en 1836 : le 26 mai de cette année-là, une ordonnance royale regroupe des sections appartenant aux communes  de Gérardmer, Granges-sur-Vologne et Champdray et crée la commune de Liézey.

## Politique et administration

### Budget et fiscalité 2022
En 2022, le budget de la commune était constitué ainsi :
- total des produits de fonctionnement : 263 000 €, soit 865 € par habitant ;
- total des charges de fonctionnement : 143 000 €, soit 471 € par habitant ;
- total des ressources d'investissement : 234 000 €, soit 770 € par habitant ;
- total des emplois d'investissement : 338 000 €, soit 1 112 € par habitant ;
- endettement : 314 000 €, soit 1 032 € par habitant.

Avec les taux de fiscalité suivants :
- taxe d'habitation : 20,06 % ;
- taxe foncière sur les propriétés bâties : 35,16 % ;
- taxe foncière sur les propriétés non bâties : 18,30 % ;
- taxe additionnelle à la taxe foncière sur les propriétés non bâties : 38,75 % ;
- cotisation foncière des entreprises : 17,53 %.

Chiffres clés Revenus et pauvreté des ménages en 2021 : médiane en 2021 du revenu disponible, par unité de consommation : 23 050 €.

### Liste des maires
| Période                                  | Période    | Identité            | Étiquette | Qualité                |
| ---------------------------------------- | ---------- | ------------------- | --------- | ---------------------- |
| Les données manquantes sont à compléter. |            |                     |           |                        |
| 1862 ?                                   |            | Nicolas-Joseph Viry |           |                        |
|                                          |            | Augustin Georgel    |           |                        |
| mars 1977                                | avril 2014 | Claude Méline       |           | Cadre de La Poste      |
| avril 2014                               | En cours   | Damien Descoups     |           | Technicien territorial |

## Population et société

### Démographie

#### Évolution démographique
L'évolution du nombre d'habitants est connue à travers les recensements de la population effectués dans la commune depuis 1836. Pour les communes de moins de 10 000 habitants, une enquête de recensement portant sur toute la population est réalisée tous les cinq ans, les populations de référence des années intermédiaires étant quant à elles estimées par interpolation ou extrapolation. Pour la commune, le premier recensement exhaustif entrant dans le cadre du nouveau dispositif a été réalisé en 2008.

En 2022, la commune comptait 301 habitants, en évolution de +8,27 % par rapport à 2016 (Vosges : −2,96 %, France hors Mayotte : +2,11 %).
| 1836 | 1841 | 1846 | 1856 | 1861 | 1866 | 1876 | 1881 | 1886 |
| ---- | ---- | ---- | ---- | ---- | ---- | ---- | ---- | ---- |
| 822  | 863  | 840  | 726  | 732  | 736  | 661  | 640  | 564  |

| 1891 | 1896 | 1901 | 1906 | 1911 | 1921 | 1926 | 1931 | 1936 |
| ---- | ---- | ---- | ---- | ---- | ---- | ---- | ---- | ---- |
| 572  | 540  | 522  | 506  | 498  | 443  | 459  | 418  | 442  |

| 1946 | 1954 | 1962 | 1968 | 1975 | 1982 | 1990 | 1999 | 2006 |
| ---- | ---- | ---- | ---- | ---- | ---- | ---- | ---- | ---- |
| 374  | 312  | 262  | 217  | 169  | 245  | 298  | 320  | 292  |

| 2008 | 2013 | 2018 | 2022 | - | - | - | - | - |
| ---- | ---- | ---- | ---- | - | - | - | - | - |
| 284  | 277  | 294  | 301  | - | - | - | - | - |

### Enseignement
Établissements d'enseignements :
- Écoles maternelles et primaires à Le Tholy, Granges-Aumontzey, Rehaupal, Gérardmer.
- Collèges à Le Tholy, Gérardmer, Corcieux, La Bresse, Vagney.
- Lycées à Gérardmer, Bruyères.

### Santé
Professionnels et établissements de santé :
- Médecins à Le Tholy, Granges-sur-Vologne, Gérardmer.
- Pharmacies à Le Tholy, Granges-sur-Vologne, Gérardmer.
- Hôpitaux à Gérardmer, Gerbépal, Bruyères.

### Cultes
- Culte catholique, Paroisse Saint Gerard de la Vallée des Lacs[28], Diocèse de Saint-Dié.

## Économie

### Entreprises et commerces

#### Agriculture
- Élevage de vaches laitières.
- Élevage d'ovins et de caprins.
- Élevage de porcins.
- Élevage d'autres bovins et de buffles.
- Élevage d'autres animaux.
- Sylviculture et autres activités forestières.

#### Tourisme
- Hébergements et restauration à Liézey, Corcieux, Gérardmer.

#### Commerces
- Commerces et services de proximité.

## Culture locale et patrimoine

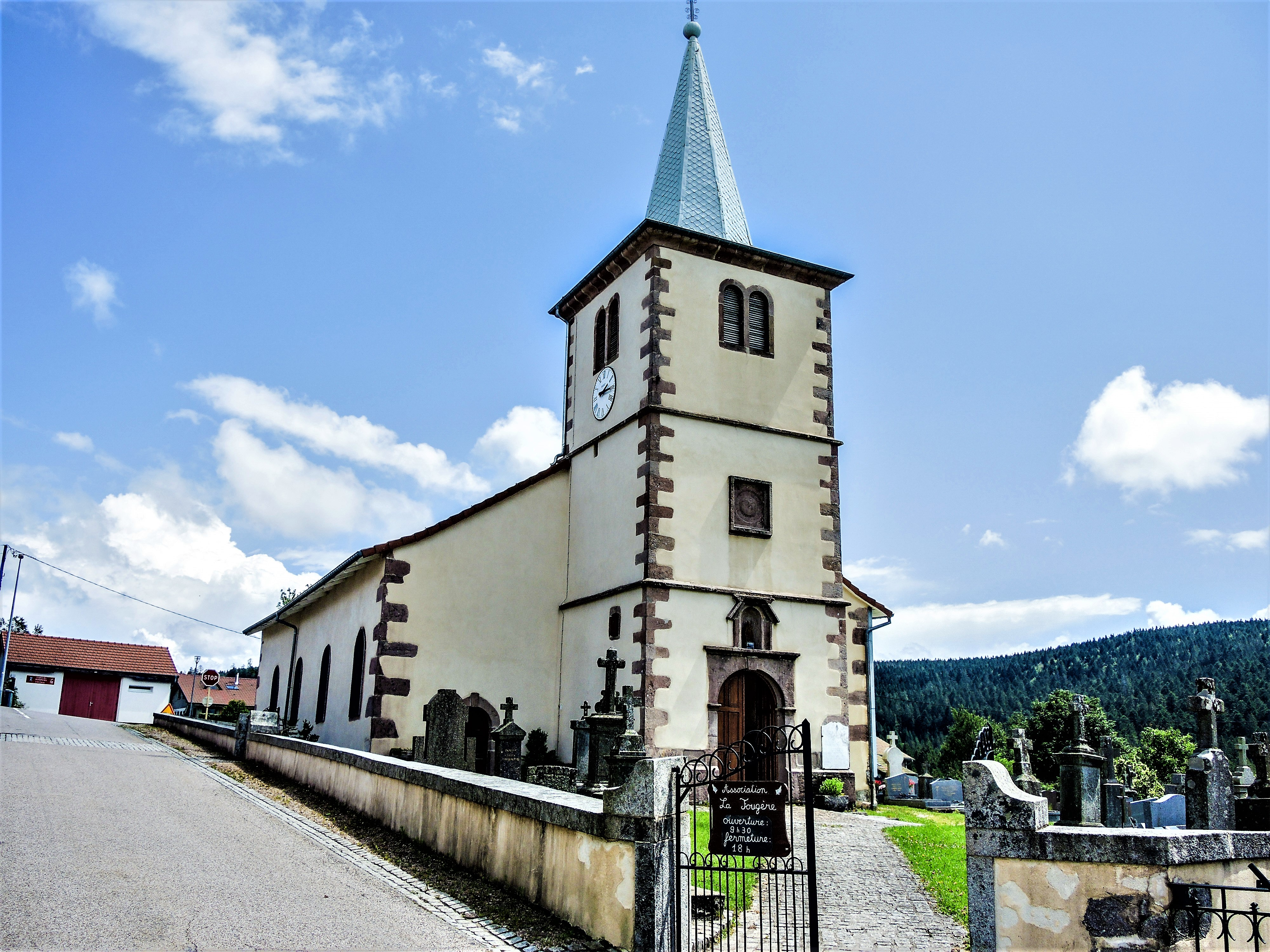
L'église de la commune.
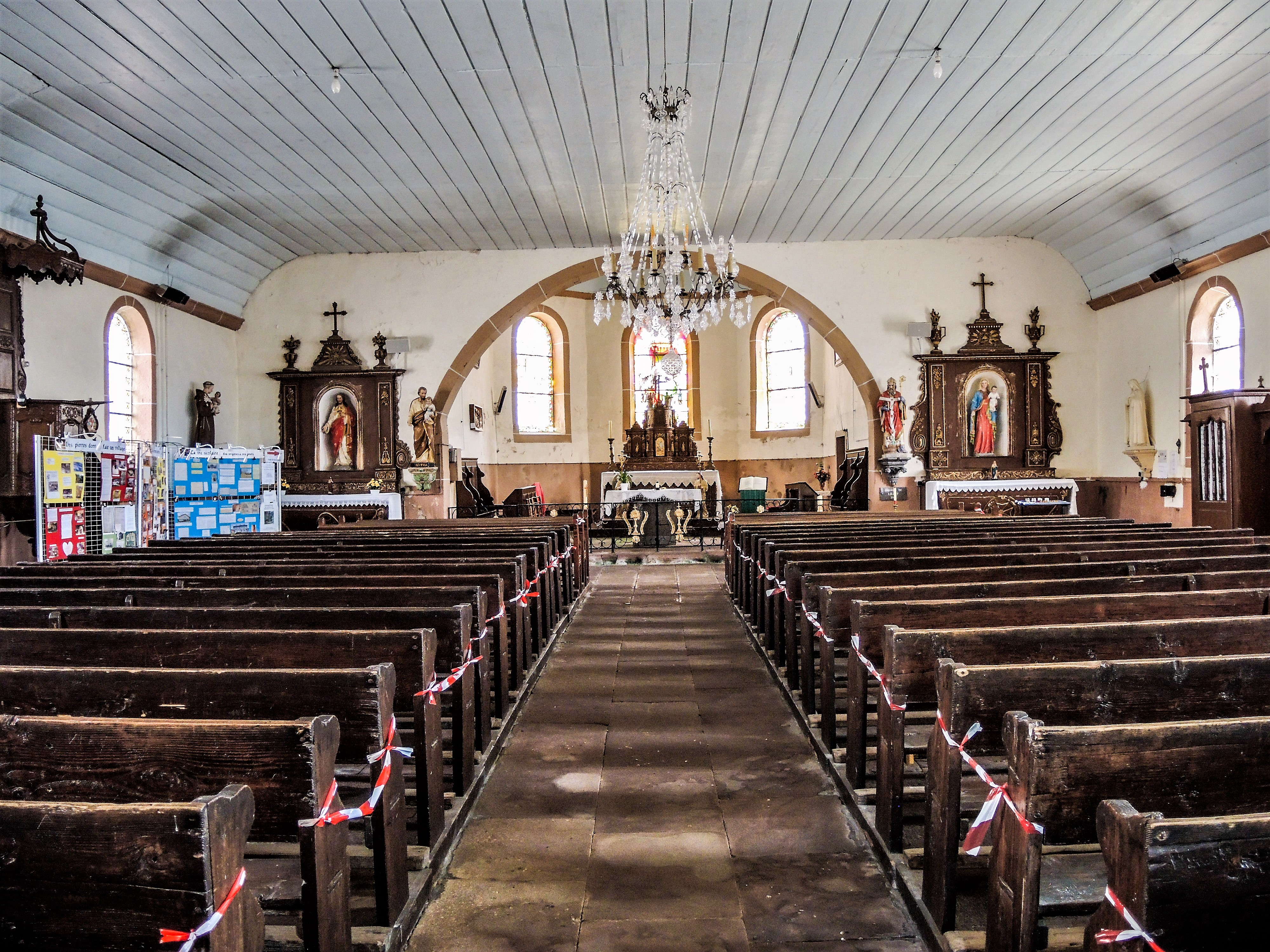
Nef de l'église.
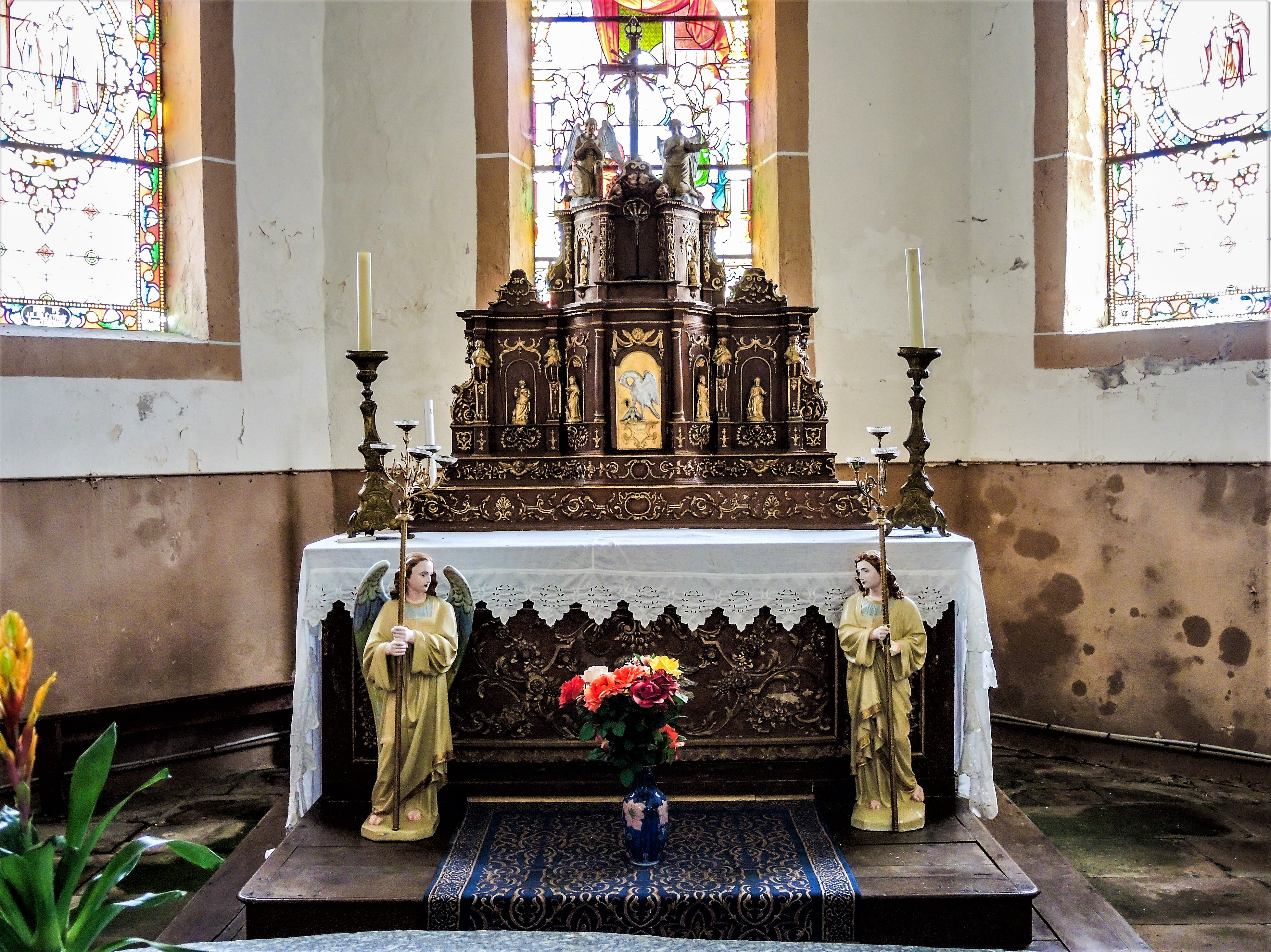
Maître-autel et retable.
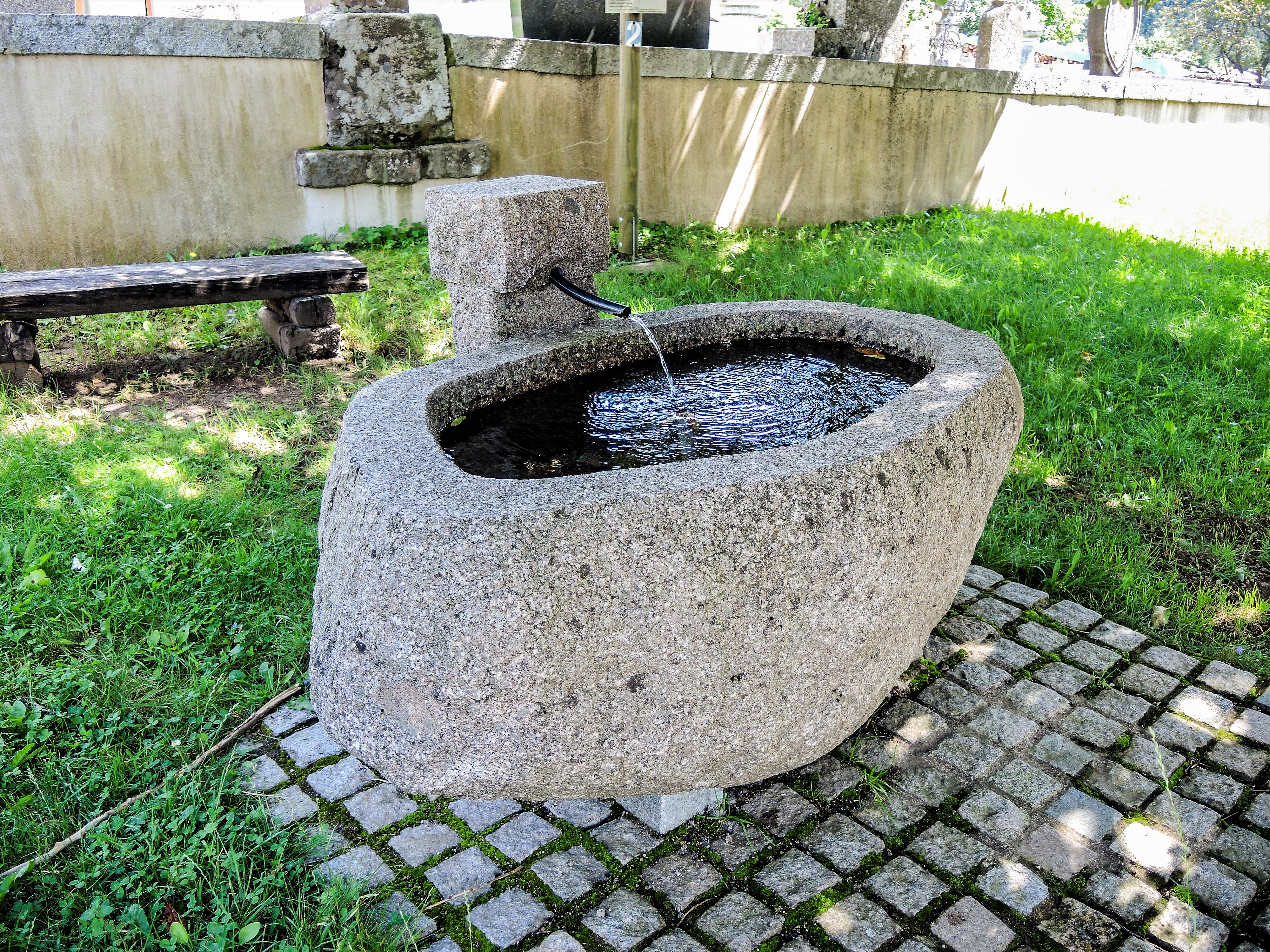
Fontaine avec bassin monolithique en granite.

### Lieux et monuments
- Église Saint-Nicolas, construite en 1795 par les habitants de la commune[29].

Cette église est rattachée à la paroisse Saint-Gérard-de-la-Vallée-des-Lacs.
- Monuments commémoratifs[31],[32].
- Circuits des croix de chemins[33],[34].
- Fontaine avec bassin monolithique en granite.

### Personnalités liées à la commune
- Pierre Dié Mallet. Peintre, sculpteur et imagier qui a dessiné le blason de Liézey[35].

### Héraldique
| Blason | Blasonnement : D'azur à la vache d'argent, accompagnée en chef à dextre de trois besants d'or ordonnés 2 - 1 et, à senestre d'une clef d'argent posée en fasce panneton vers la pointe, à la champagne écartelée en sautoir au I d'argent, au II et III de sinople, au IV de sable, la lettre L capitale d'or brochant en cœur sur l'écartelé. Commentaires : ce blason a été composé par Pierre-Dié Mallet. La vache illustre l’activité agricole ; les besants évoquent saint Nicolas et la clef saint Guérin ; la champagne symbolise le lac, la tourbière et les forêts environnantes ; le L est l’initiale de la commune. |